# Daphnis infernelutea
Daphnis infernelutea är en fjärilsart som beskrevs av Saalmüller 1884. Daphnis infernelutea ingår i släktet Daphnis och familjen svärmare. Inga underarter finns listade i Catalogue of Life.